# Rainer Rudolph (Biochemiker)
Rainer Rudolph (* 10. März 1949 in Usingen; † 2. Dezember 2009) war ein deutscher Chemiker und Proteinbiochemiker.
Rudolph studierte von 1968 bis 1974 an der Johann-Wolfgang-Goethe-Universität Frankfurt am Main Chemie. Seine Doktorarbeit schrieb er an der Universität Regensburg unter der Leitung von Rainer Jaenicke über Faltungsmechanismen glykolytischer Enzyme.
Nach einem Jahr Postdoktorandenaufenthalt in den USA an der Cornell University kam er zurück an die Universität Regensburg. Hier arbeitete er acht Jahre als wissenschaftlicher Mitarbeiter. 1987 übernahm er die Leitung der Abteilung für Biochemie des Pharmaunternehmens Boehringer Mannheim. Im Jahr 1995 folgte er dem Ruf auf eine C4-Professur an die Martin-Luther-Universität Halle-Wittenberg. Hier übernahm er die Leitung der Abteilung Technische Biochemie.
Von wissenschaftlicher Bedeutung sind seine Beiträge zur Problematik der Proteinfaltung.
Im Jahr 2005 wurde Rudolph zum Mitglied der Leopoldina gewählt.